# 포켓몬스터 하트골드·소울실버
《포켓몬스터 하트골드·소울실버》(일본어: ポケットモンスター ハートゴールド・ソウルシルバー)는 1999년 비디오 게임 《포켓몬스터 금·은》의 리메이크 버전이다. 롤플레잉 게임 포켓몬스터 시리즈의 4세대 작품으로, 게임 프리크가 개발하고 닌텐도가 발매한 닌텐도 DS용 게임이다. 2009년 9월 12일 일본에서 처음으로 발매되었고, 2010년 2월 4일 대한민국에서 발매되었으며, 2010년 3월 북아메리카와 오스트레일리아, 유럽에서 발매되었다.
《포켓몬스터 하트골드·소울실버》의 배경은 포켓몬이라는 특별한 생물이 사는 가상 세계관, 포켓몬 세계의 성도 지방이다. 게임의 기본 목표는 포켓몬을 모아 성장시키고, 다른 트레이너에게 승리하여 성도와 관동 지방에서 최고의 포켓몬 트레이너가 되는 것이다. 게임에는 몬스터볼과 비슷한 만보계인 포켓워커를 주변 기기로 동봉되어 있는데 적외선 통신을 통해 닌텐도 DS 게임 카드와 연결할 수 있다.
게임 디렉터인 모리모토 시게키는 시리즈의 이전 게임들을 플레이하였던 사람들을 고려하면서도, 한편으로는 가장 최근에 발매한 시리즈로서의 새로움을 느낄 수 있도록 하는 것을 목표로 하였다고 밝혔다. 게임에 대한 평가는 매우 긍정적이었으며, 메타크리틱의 DS 게임 중에서 가장 높은 평가를 받은 게임이 되었다. 총 1,272만 장이 판매되면서, 여덟 번째로 많이 팔린 닌텐도 DS 소프트웨어로 기록되었다.

## 게임플레이

플레이어가 야돈 우물에서 로켓단 조무래기를 처음 조우하는 장면이다. 플레이어의 스타팅 포켓몬으로 보이는 리아코가 플레이어를 뒤따라가고 있다. 검은 옷을 입고 비니를 쓰고 있는 세 명의 로켓단 멤버와 분홍색 포켓몬 야돈이 제시되어 있다.

《포켓몬스터 하트골드·소울실버》는 어드벤처 요소가 가미된 롤플레잉 비디오 게임으로, 게임의 기본 원리는 대부분이 이전 작품들과 동일하다. 게임플레이는 다른 휴대용 콘솔의 《포켓몬스터》 게임과 동일하게 조감 시점으로 진행하며, 플레이어가 조종하는 주인공이 표시된 필드 맵, 배틀 화면, 그리고 플레이어의 포켓몬 일행과 아이템, 게임플레이 설정을 조작할 수 있는 메뉴의 세 가지 기본 화면으로 구성되어 있다. 플레이어는 포켓몬 한 마리로 게임을 시작하며 몬스터볼을 이용하여 더 많은 포켓몬을 포획할 수 있다. 또한, 이 포켓몬을 이용하여 다른 트레이너와 대전할 수 있다.
플레이어가 야생 포켓몬과 조우하거나 다른 트레이너에게 도전을 받으면 화면이 포켓몬 대전을 하는 턴제 배틀 화면으로 전환된다. 플레이어는 배틀을 하는 동안에 싸우거나, 아이템을 사용하거나, 싸우는 포켓몬을 바꾸거나, 도망칠 수 있다. 포켓몬은 일정한 체력(HP)이 있으며, 전투가 진행되는 동안 화면에 표시된다. HP가 0이 되면 포켓몬은 쓰러지는데, 이때 포켓몬 센터에 가거나 아이템을 사용하지 않는 이상 배틀을 할 수 없게 된다. 플레이어의 포켓몬이 상대 포켓몬을 쓰러뜨려서 이기면 경험치를 얻게 된다. 경험치를 충분히 모으면 레벨이 오르며, 대부분의 포켓몬은 일정한 레벨에 다다르거나 일정한 조건(트레이너와의 친밀도, 소지 아이템 등)을 만족하면 새로운 종으로 진화한다.

### 새로운 요소
《하트골드·소울실버》에서는 《포켓몬스터 피카츄》의 피카츄처럼 선두 포켓몬이 플레이어를 뒤에서 따라다닐 수 있다. 《포켓몬스터 피카츄》 외에 《포켓몬스터 DP 디아루가·펄기아》, 《포켓몬스터Pt 기라티나》에서도 상호교류광장에서 특정 포켓몬과 동행할 때 해당 요소가 반영되었다. 플레이어는 포켓몬의 행동을 관찰하며, 종종 집어오는 아이템을 가질 수도 있다. 새로운 미니게임 포켓슬론은 닌텐도 DS 터치스크린을 이용하며, 포켓몬을 장애물 경주 같은 이벤트에 참가시킬 수 있다. 일본판에는 이전 게임에 포함되었던 슬롯 머신이 계속 등장했으나, 다른 국가판에는 사행성을 이유로 슬롯 머신을 지뢰 찾기와 네모 로직을 혼합한 "찌리리공 뒤집기"라는 새로운 게임으로 대체하였다. 새로운 아이템인 GB 플레이어는 게임의 배경 음악을 원작 《포켓몬스터 금·은》의 8비트 사운드로 변환할 수 있다.

### 다른 장치와 연결

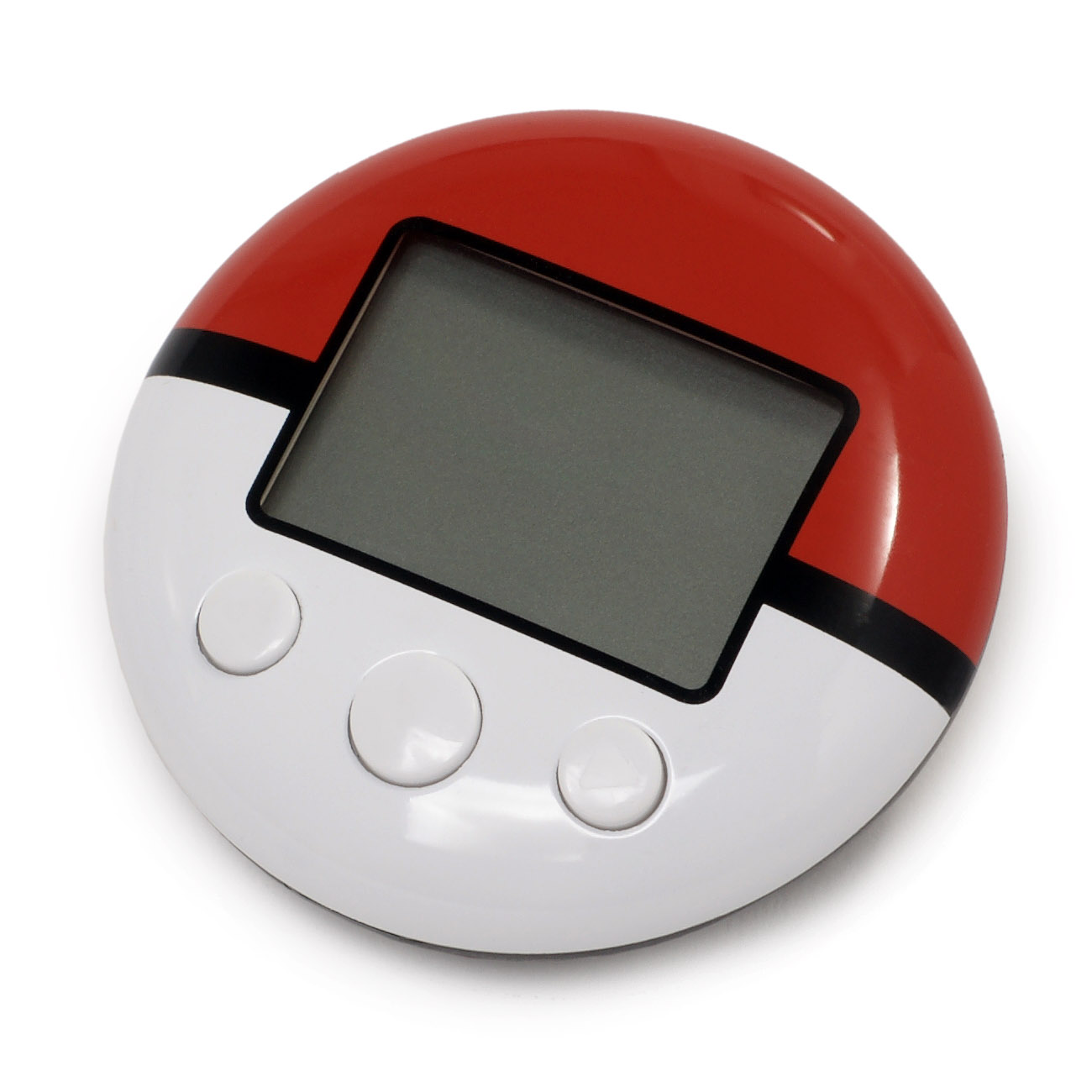
《하트골드·소울실버》에 동봉된 포켓워커

게임에는 몬스터볼과 비슷하게 생긴 포켓워커라는 주변 기기가 동봉되어 있다. 포켓워커는 일종의 만보계로, 적외선 통신을 통해 닌텐도 DS 게임 카드와 연결할 수 있다. 포켓워커는 어느 때나 포켓몬 한 마리를 가지고 다닐 수 있으며, 게임 싱글 카트리지에 반드시 등록이 되어 있어야 한다. 포켓워커에 포켓몬을 넣은 채로 걸으면 포켓몬의 레벨이나 친밀도가 오르며, 게임에서 야생 포켓몬을 잡거나 아이템을 다우징하는데 쓰이는 '와트'를 얻을 수 있다. 발매하는 모든 게임에 주변 기기가 동봉되어 있지만, 닌텐도에서는 금액 추가 없이 통상 가격으로 출시할 것이라고 밝혔다. 《하트골드·소울실버》는 닌텐도 Wi-Fi 커넥션에 접속하여 교환, 배틀, 다른 플레이어와 교류할 수 있으며, 《포켓몬스터DP 디아루가·펄기아》, 《Pt 기라티나》의 플레이어와도 교류할 수 있다. 포켓몬 레인저 빛의 궤적에서 다운로드하는 특별 Wi-Fi 미션을 완수하면 《하트골드·소울실버》로 환상의 포켓몬인 테오키스를 보낼 수 있다.

## 줄거리와 설정
《포켓몬스터 금·은》과 동일하게 《하트골드·소울실버》는 시리즈의 세계관 중 성도 지방을 공간적 배경으로 한다. 세계관의 중심은 특별한 능력을 가진 생물인 포켓몬이다. 주인공은 연두마을에 사는 열 살의 포켓몬 트레이너로, 플레이어는 게임을 시작하면서 공박사가 보여주는 치코리타, 브케인, 리아코 중 한 마리를 스타팅 포켓몬으로 선택한다. 부탁 받은 심부름이 끝나면 플레이어는 공박사에게 받은 포켓몬을 가지고 모험을 떠난다.
게임의 목적은 포켓몬을 키우고, 포켓몬 도감의 포켓몬을 모두 모으고, 성도의 여덟 명의 체육관 관장을 이기고, 사천왕과 챔피언을 이기고 지역의 최고 트레이너에 도전하며, 관동의 여덟 명의 체육관 관장을 이겨서 관동과 성도에서 최고의 트레이너가 되는 것이며, 최종적으로는 게임의 마지막 보스로 치는 은빛산 정상의 레드와 대면하게 된다.
플레이어는 게임 곳곳에서 관동지방 출신의 범죄 조직 로켓단 단원들과 맞서게 된다. 로켓단은 원래 《포켓몬스터 파이어레드·리프그린》 주인공의 활약으로 해산되었으나, 이 게임에서는 몇몇 간부들이 로켓단을 부활시키고, 두목인 비주기가 돌아오는 것을 기다린다. 로켓단은 비주기와 재회하기 위해 성도지방 금빛시티의 라디오 타워를 점령하고, 방송을 통해 그를 호출하는 메시지를 성도 지방에 전파한다.
이 게임은 《금·은》의 리메이크지만, 전설의 개 스이쿤 이벤트, 엔딩 후의 배틀 프론티어 등 《포켓몬스터 크리스탈》의 요소가 가미되어 있다. 또한, 팔파크를 비롯한 4세대 소프트웨어의 고유한 요소들도 들어가 있다.
게임을 일정 지점까지 진행하면 플레이어의 라이벌이 주인공의 능력을 시험하고자 배틀을 신청한다. 게임을 진행하다 보면 기모노를 입은 전통 무용수들을 마주칠 수 있는데, 성도 지방의 배지를 모두 모은 후 이들의 시험을 통과하면, 각 게임에서 특정한 전설의 새와 만날 수 있다. (《하트골드》는 칠색조, 《소울실버》는 루기아) 본래의 버전처럼 이 이벤트 후에 다른 전설의 새도 게임을 진행하면서 획득할 수 있다.

## 개발
이번 작에서는 트레이너와 포켓몬이 어떻게 나아가는지, 어떻게 관련되어 가는지가 큰 테마가 되어서, 스토리가 진행되어 갑니다. 또한, 그 내용을 표현하는데 적격이라는 생각에 《하트골드·소울실버》라는 타이틀로 결정했습니다.

《하트골드·소울실버》는 《금·은》이 게임 보이 컬러용으로 발매된 지 10년 후인 2009년 발매하였다. 게임 디렉터 모리모토 시게키는 리메이크 개발에 대해서 다음과 같이 말했다. "가장 먼저 생각한 것은 10년 전에 《금·은》을 플레이 해주신 분들의 기분을 소중히 하고 싶다는 것이었다. '이 트레이너는 역시 강했다'라든지, '여기서 이렇게 하니 이런 반응이 있었다'같은 당시 플레이한 추억이나 기억이 몹시 강하게 남아 있을 것이라 생각했기 때문에 그렇게 말했던 기분들을 소중히 하고 싶었다." 그러나, 한편으로는 게임 보이 어드밴스나 닌텐도 DS로 포켓몬스터를 시작한 플레이어도 신작 소프트와 같은 느낌으로 게임을 즐길 수 있도록 만드는 것도 필요했다고 밝혔다. 게임에 등장하는 무지개 시티의 게임 프리크 사장은 플레이어에게 "같은 것을 반복"하지 않고 추억을 상기시키려고 노력했다고 말한다. 《하트골드·소울실버》에는 원작 《금·은》에 없던 새로운 요소들이 대거 등장하였다. 이러한 요소 중 일부는 이전에 발매되었던 닌텐도 DS 《포켓몬스터》 게임인 《포켓몬스터DP 디아루가·펄기아》 (2006년), 《Pt 기라티나》 (2008년)에서 가져온 것도 있다.

## 홍보와 발매
2009년 5월 초, 일본의 텔레비전 프로그램 《포켓몬 선데이》에서 닫는 멘트로 다음 회에 "전 세계 최초 발표"가 있을 것이라고 언급하자, 닌텐도가 《포켓몬스터 금·은》을 리메이크할 계획이라는 소문이 돌기 시작했다. 1UP.com의 크리스 피그나는 프로그램 배경으로 금과 은으로 된 디스코 볼이 있던 것을 들며, 이 언급이 《금·은》을 닌텐도 DS용으로 리메이크할 가능성을 암시한다고 추측하였다. 피그나는 이전에 발매된 《포켓몬스터 파이어레드·리프그린》이 《포켓몬스터 적·녹》의 강화 리메이크라는 사실과 일관된다는 것도 추측의 근거로 들었다. 몇 일 후, 닌텐도는 《금·은》을 《하트골드·소울실버》로 리메이크한다고 공식 발표하였고, 게임 로고도 공개하였다. 또한, 분명하게 공개할 수는 없지만 수많은 요소가 새롭게 들어갈 것이라고 밝혔다. 게임은 일본에서 2009년 9월 12일 닌텐도 DS용으로 발매하였으며, 《금·은》 발매 10주년을 기념하는 행사도 함께 이루어졌다. 마스다 준이치는 블로그를 통해서 "게임 프리크에서 제대로 긴 시간을 들여서 개발하였다"고 밝히며, "'포켓몬스터 금·은'에서 큰 폭으로 파워 업하여 돌아온다."고 언급하였다.
대한민국에서는 2009년 12월 10일, 《포켓몬스터 하트골드·소울실버》를 2010년 2월 4일 정식 발매한다고 공개하였다. 한국닌텐도에서는 2010년 1월 30일과 1월 31일 제7차 포켓몬 모으기 이벤트를 개최하여 《포켓몬스터DP 디아루가·펄기아》, 《Pt 기라티나》 플레이어에게 "이상한 카드"를 통해 포켓몬 지라치를 배포하였다. 이 지라치를 《하트골드·소울실버》로 옮기면 포켓워커에 코스맵 "밤하늘의 끝"이 추가된다. 2009년 12월 24일부터 2010년 1월 31일까지 롯데시네마의 《아르세우스 초극의 시공으로》 상영관에서 배포 받은 포켓몬 아르세우스를 게임 내로 데려가면 디아루가, 펄기아, 기라티나 중 한 마리를 얻을 수 있으며, 영화 예매권을 지참한 사람에 한해 지정된 상영관에서 배포하였던 "피카츄 컬러의 피츄"는 게임 내 너도밤나무 숲으로 데려가면 "삐쭉귀 피츄"를 얻을 수 있다. 발매 기념으로 E마트에서 게임을 구매하면 선착순으로 칠색조와 루기아 피규어를 증정하였고, 초회판에는 포켓몬 카드 게임의 칠색조와 루기아 프로모 카드를 각각 동봉하였다.
닌텐도는 2009년 포켓몬 월드 챔피언십에서 《하트골드·소울실버》가 미국에서 1월과 3월 사이, 유럽에서 5월과 6월 사이, 오스트레일리아에서 4월에 발매할 것이라고 발표하였다. 대변인은 "이 기대 가득한 게임 발매 소식을 포켓몬 월드 챔피언십에서 포켓몬의 진정한 마음과 영혼을 가진 팬 여러분에게 곧바로 알리게 되었다."고 언급하였다. 닌텐도는 포켓몬 공식 영어 웹사이트에 새로운 게임에 대한 정보를 업데이트하였고, 시각 효과의 개선, DS 터치 스크린 상호 작용, 그 외에 더욱 "놀라운" 요소가 들어갈 것이라는 소개를 담았다. 비디오 게임 판매 업체 게임스탑에서는 2010년 2월 27일부터 3월 13일까지 포켓몬 지라치를 배포하였는데, 대한민국에서 배포한 포켓몬과 동일하게 《하트골드·소울실버》로 옮기면 새로운 코스맵을 추가할 수 있다. 와이파이를 사용해 배포 받을 수 있던 "피카츄 컬러의 피츄"도 대한민국에서 배포한 포켓몬과 동일한 방법으로 "삐쭉귀 피츄"를 얻을 수 있다.

## 음악
일본에서 2009년 10월 28일 발매한 《닌텐도 하트골드 & 소울실버 뮤직 슈퍼 컴플리트》(ニンテンドーDS ポケモン ハートゴールド&ソウルシルバー ミュージック・スーパーコンプリート)는 게임에서 사용한 음악이 수록된 세 장의 디스크로 구성된 사운드트랙으로, 마스다 준이치, 이치노세 고, 사토 히토미, 카게야마 쇼타가 참여하였다.
| No. | 트랙 제목 (일본어)                     | 트랙 제목 (영어)                     | 작곡가                                    | 편곡자                                    |
| --- | -------------------------------------- | ------------------------------------ | ----------------------------------------- | ----------------------------------------- |
| 1   | オープニングデモ                       | Opening Demo                         | 마스다 준이치 이치노세 고 아오키 모리카즈 | 마스다 준이치 이치노세 고 아오키 모리카즈 |
| 2   | タイトル                               | Title                                | 마스다 준이치                             | 카게야마 쇼타                             |
| 3   | 冒険をはじめよう！                     | Let's Begin the Adventure!           | 마스다 준이치                             | 이치노세 고 카게야마 쇼타                 |
| 4   | ワカバタウン                           | New Bark Town                        | 마스다 준이치 이치노세 고                 | 이치노세 고 카게야마 쇼타                 |
| 5   | 連れて行く                             | Taking You Along                     | 마스다 준이치                             | 사토 히토미                               |
| 6   | コトネ                                 | Lyra                                 | 카게야마 쇼타                             | 카게야마 쇼타                             |
| 7   | ウツギけんきゅうじょ                   | Elm Research Laboratory              | 마스다 준이치                             | 이치노세 고                               |
| 8   | たいせつなどうぐをもらった！           | Key Item Received!                   | 마스다 준이치                             | 카게야마 쇼타                             |
| 9   | 29ばんどうろ                           | Route 29                             | 마스다 준이치                             | 이치노세 고                               |
| 10  | 戦闘！野生ポケモン (ジョウト)          | Battle! Wild Pokémon (Johto)         | 마스다 준이치                             | 이치노세 고                               |
| 11  | 野生ポケモンに勝利！                   | Won Against the Wild Pokémon!        | 마스다 준이치                             | 카게야마 쇼타                             |
| 12  | レベルアップ！                         | Level Up!                            | 마스다 준이치                             | 카게야마 쇼타                             |
| 13  | ヨシノシティ                           | Cherrygrove City                     | 마스다 준이치                             | 이치노세 고                               |
| 14  | 連れて行く2                            | Bringing Along 2                     | 마스다 준이치                             | 사토 히토미                               |
| 15  | ポケモンセンター                       | Pokémon Center                       | 마스다 준이치                             | 카게야마 쇼타                             |
| 16  | 回復                                   | Recovery                             | 마스다 준이치                             | 카게야마 쇼타                             |
| 17  | 視線！男の子1                          | Glance! Boy 1                        | 이치노세 고                               | 이치노세 고 카게야마 쇼타                 |
| 18  | 戦闘！トレーナー (ジョウト)            | Battle! Trainer (Johto)              | 마스다 준이치                             | 이치노세 고                               |
| 19  | トレーナーに勝利！                     | Won Against the Trainer!             | 마스다 준이치                             | 카게야마 쇼타                             |
| 20  | 30ばんどうろ                           | Route 30                             | 마스다 준이치                             | 이치노세 고 카게야마 쇼타                 |
| 21  | 図鑑評価…だめだめ                      | Pokédex Assessment... No Good        | 아오키 모리카즈                           | 카게야마 쇼타                             |
| 22  | キキョウシティ                         | Violet City                          | 이치노세 고                               | 이치노세 고 카게야마 쇼타                 |
| 23  | マダツボミのとう                       | Sprout Tower                         | 마스다 준이치                             | 이치노세 고                               |
| 24  | 視線！坊主                             | Glance! Sage                         | 이치노세 고                               | 카게야마 쇼타                             |
| 25  | フレンドリィショップ                   | Pokémart                             | 이치노세 고                               | 카게야마 쇼타                             |
| 26  | ポケモンのタマゴをもらった！           | Received a Pokémon Egg!              | 아오키 모리카즈                           | 카게야마 쇼타                             |
| 27  | まいこはん                             | Kimono Girl                          | 이치노세 고                               | 카게야마 쇼타                             |
| 28  | つながりのどうくつ                     | Union Cave                           | 마스다 준이치                             | 이치노세 고                               |
| 29  | どうぐをひろった！                     | Picked Up an Item!                   | 마스다 준이치                             | 카게야마 쇼타                             |
| 30  | アルフのいせき                         | Ruins of Alph                        | 마스다 준이치                             | 카게야마 쇼타                             |
| 31  | ラジオ「アンノーン」                   | Radio "Unown"                        | 마스다 준이치                             | 카게야마 쇼타                             |
| 32  | 図鑑評価…まだまだ                      | Pokédex Assessment... Getting There  | 아오키 모리카즈                           | 카게야마 쇼타                             |
| 33  | ヒワダタウン                           | Azalea Town                          | 이치노세 고                               | 카게야마 쇼타                             |
| 34  | 視線！ロケット団                       | Glance! Team Rocket                  | 이치노세 고                               | 이치노세 고 카게야마 쇼타                 |
| 35  | 戦闘！ロケット団                       | Battle! Team Rocket                  | 마스다 준이치                             | 카게야마 쇼타                             |
| 36  | 34ばんどうろ                           | Route 34                             | 마스다 준이치                             | 카게야마 쇼타                             |
| 37  | ライバル登場！                         | Enter the Rival!                     | 마스다 준이치                             | 이치노세 고 카게야마 쇼타                 |
| 38  | 戦闘！ライバル                         | Battle! Rival                        | 마스다 준이치                             | 이치노세 고                               |
| 39  | 進化                                   | Evolution                            | 마스다 준이치                             | 카게야마 쇼타                             |
| 40  | 進化おめでとう！                       | Congratulations on Evolving!         | 마스다 준이치                             | 카게야마 쇼타                             |
| 41  | コガネシティ                           | Goldenrod City                       | 마스다 준이치                             | 카게야마 쇼타                             |
| 42  | ジム                                   | Gym                                  | 마스다 준이치                             | 이치노세 고 카게야마 쇼타                 |
| 43  | 戦闘！ジムリーダー (ジョウト)          | Battle! Gym Leader (Johto)           | 마스다 준이치                             | 카게야마 쇼타                             |
| 44  | ジムリーダーに勝利！                   | Won Against the Gym Leader!          | 마스다 준이치                             | 카게야마 쇼타                             |
| 45  | リーグバッジをもらった！               | Received a League Badge!             | 마스다 준이치                             | 카게야마 쇼타                             |
| 46  | ラジオ「ポケモンチャンネル」           | Radio "Pokémon Channel"              | 마스다 준이치                             | 카게야마 쇼타                             |
| 47  | ラジオ「アオイのあいことば」           | Radio "Buena's Password"             | 아오키 모리카즈                           | 사토 히토미                               |
| 48  | わざマシンをもらった！                 | Received a TM!                       | 마스다 준이치                             | 카게야마 쇼타                             |
| 49  | コガネゲームコーナー                   | Goldenrod Game Corner                | 이치노세 고                               | 카게야마 쇼타                             |
| 50  | スロット当たり！                       | A Win at Slots!                      | 카게야마 쇼타                             | 카게야마 쇼타                             |
| 51  | アクセサリーゲット                     | Got an Accessory                     | 사토 히토미                               | 카게야마 쇼타                             |
| 52  | グローバルターミナル                   | Global Terminal                      | 사토 히토미                               | 사토 히토미                               |
| 53  | GTS                                    | GTS                                  | 이치노세 고 사토 히토미                   | 사토 히토미                               |
| 54  | 図鑑評価…がんばって！                  | Pokédex Assessment... Keep At It!    | 아오키 모리카즈                           | 카게야마 쇼타                             |
| 55  | じてんしゃ                             | Bicycle                              | 마스다 준이치                             | 카게야마 쇼타                             |
| 56  | 視線！女の子1                          | Glance! Girl 1                       | 이치노세 고                               | 카게야마 쇼타                             |
| 57  | ポケギアに登録！                       | Registered in the Pokégear!          | 아오키 모리카즈                           | 카게야마 쇼타                             |
| 58  | しぜんこうえん                         | National Park                        | 이치노세 고                               | 이치노세 고                               |
| 59  | きのみゲット                           | Got a Berry                          | 아오키 모리카즈                           | 카게야마 쇼타                             |
| 60  | エンジュシティ                         | Ecruteak City                        | 이치노세 고                               | 이치노세 고                               |
| 61  | かぶれんじょう                         | Dance Theater                        | 이치노세 고                               | 카게야마 쇼타                             |
| 62  | やけたとう                             | Burned Tower                         | 마스다 준이치                             | 카게야마 쇼타                             |
| 63  | ミナキ                                 | Eusine                               | 아오키 모리카즈                           | 카게야마 쇼타                             |
| 64  | ラジオ「オーキドはかせのポケモン講座」 | Radio "Professor Oak's Pokémon Talk" | 마스다 준이치                             | 카게야마 쇼타                             |
| 65  | 図鑑評価…なかなか                      | Pokédex Assessment... Not Bad        | 아오키 모리카즈                           | 카게야마 쇼타                             |
| 66  | 38ばんどうろ                           | Route 38                             | 마스다 준이치                             | 사토 히토미                               |
| 67  | ラジオ「ポケモンマーチ」               | Radio "Pokémon March"                | 마스다 준이치                             | 카게야마 쇼타                             |
| 68  | 戦闘！ライコウ                         | Battle! Raikou                       | 마스다 준이치                             | 카게야마 쇼타                             |
| 69  | アサギのとうだい                       | Olivine Lighthouse                   | 마스다 준이치                             | 이치노세 고                               |
| 70  | なみのり                               | Surf                                 | 이치노세 고                               | 이치노세 고                               |
| 71  | タンバシティ                           | Cianwood City                        | 이치노세 고                               | 사토 히토미                               |
| 72  | ポケモンをあずかった！                 | Looked After a Pokémon!              | 카게야마 쇼타                             | 카게야마 쇼타                             |
| 73  | 42ばんどうろ                           | Route 42                             | 마스다 준이치                             | 카게야마 쇼타                             |
| 74  | かいでんぱ                             | High-Frequency Sound Waves           | 마스다 준이치                             | 카게야마 쇼타                             |
| 75  | ロケットだんアジト                     | Team Rocket Hideout                  | 마스다 준이치                             | 카게야마 쇼타                             |
| 76  | 視線！怪しい人1                        | Glance! Suspicious Person 1          | 이치노세 고                               | 사토 히토미                               |
| 77  | ライバル登場！2                        | Enter the Rival! 2                   | 마스다 준이치                             | 이치노세 고 카게야마 쇼타                 |
| 78  | ラジオとう占拠！                       | Radio Tower Infiltrated!             | 이치노세 고                               | 카게야마 쇼타                             |
| 79  | こおりのぬけみち                       | Ice Path                             | 마스다 준이치                             | 사토 히토미                               |
| 80  | わざわすれ                             | Forgetting a Move                    | 아오키 모리카즈                           | 카게야마 쇼타                             |
| 81  | りゅうのあな                           | Dragon's Den                         | 마스다 준이치                             | 카게야마 쇼타                             |
| 82  | イブキ                                 | Clair                                | 아오키 모리카즈                           | 카게야마 쇼타                             |
| 83  | 戦闘！エンテイ                         | Battle! Entei                        | 마스다 준이치                             | 카게야마 쇼타                             |
| 84  | スズのとう                             | Tin Tower                            | 마스다 준이치                             | 카게야마 쇼타                             |
| 85  | 縁寿の舞                               | Dance of Ecruteak                    | 카게야마 쇼타                             | 카게야마 쇼타                             |
| 86  | ホウオウ光臨！                         | Ho-Oh Visits!                        | 카게야마 쇼타                             | 카게야마 쇼타                             |
| 87  | 戦闘！ホウオウ                         | Battle! Ho-Oh                        | 이치노세 고                               | 이치노세 고                               |

| No. | 트랙 제목 (일본어)               | 트랙 제목 (영어)                          | 작곡가                      | 편곡          |
| --- | -------------------------------- | ----------------------------------------- | --------------------------- | ------------- |
| 1   | 26ばんどうろ                     | Route 26                                  | 이치노세 고                 | 카게야마 쇼타 |
| 2   | こうそくせん                     | High Speed Vessel                         | 이치노세 고                 | 키츠타 타쿠토 |
| 3   | クチバシティ                     | Vermilion City                            | 마스다 준이치               | 키츠타 타쿠토 |
| 4   | 戦闘！ジムリーダー (カントー)    | Battle! Gym Leader (Kanto)                | 마스다 준이치               | 이치노세 고   |
| 5   | シオンタウン                     | Lavender Town                             | 마스다 준이치 이치노세 고   | 키츠타 타쿠토 |
| 6   | イワヤマトンネル                 | Rock Tunnel                               | 마스다 준이치               | 키츠타 타쿠토 |
| 7   | 戦闘！野生ポケモン (カントー)    | Battle! Wild Pokémon (Kanto)              | 마스다 준이치               | 카게야마 쇼타 |
| 8   | 図鑑評価…あといっぽ！            | Pokédex Assessment... Just a Little More! | 아오키 모리카즈             | 카게야마 쇼타 |
| 9   | ハナダシティ                     | Cerulean City                             | 마스다 준이치               | 키츠타 타쿠토 |
| 10  | 24ばんどうろ                     | Route 24                                  | 마스다 준이치               | 키츠타 타쿠토 |
| 11  | リニア                           | Magnet Train                              | 이치노세 고                 | 카게야마 쇼타 |
| 12  | ラジオ「ポケモンこもりうた」     | Radio "Pokémon Lullaby"                   | 마스다 준이치               | 카게야마 쇼타 |
| 13  | 戦闘！スイクン                   | Battle! Suicune                           | 마스다 준이치               | 카게야마 쇼타 |
| 14  | タマムシシティ                   | Celadon City                              | 마스다 준이치               | 키츠타 타쿠토 |
| 15  | ヒビキ                           | Ethan                                     | 카게야마 쇼타               | 카게야마 쇼타 |
| 16  | 11ばんどうろ                     | Route 11                                  | 마스다 준이치               | 키츠타 타쿠토 |
| 17  | ラジオ「ポケモンのふえ」         | Radio "Poké Flute"                        | 마스다 준이치               | 카게야마 쇼타 |
| 18  | トキワのもり                     | Viridian Forest                           | 마스다 준이치 이치노세 고   | 키츠타 타쿠토 |
| 19  | 視線！男の子2                    | Glance! Boy 2                             | 마스다 준이치               | 카게야마 쇼타 |
| 20  | ニビシティ                       | Pewter City                               | 마스다 준이치               | 키츠타 타쿠토 |
| 21  | 3ばんどうろ                      | Route 3                                   | 마스다 준이치               | 키츠타 타쿠토 |
| 22  | 視線！怪しい人2                  | Glance! Suspicious Person 2               | 마스다 준이치               | 카게야마 쇼타 |
| 23  | おつきみやま                     | Mt. Moon                                  | 마스다 준이치               | 카게야마 쇼타 |
| 24  | 1ばんどうろ                      | Route 1                                   | 마스다 준이치               | 키츠타 타쿠토 |
| 25  | マサラタウン                     | Pallet Town                               | 마스다 준이치               | 키츠타 타쿠토 |
| 26  | オーキドはかせ                   | Professor Oak                             | 마스다 준이치               | 카게야마 쇼타 |
| 27  | 図鑑評価…かんぺき！              | Pokédex Assessment... Complete!           | 아오키 모리카즈             | 카게야마 쇼타 |
| 28  | 視線！女の子2                    | Glance! Girl 2                            | 마스다 준이치               | 카게야마 쇼타 |
| 29  | 戦闘！トレーナー (カントー)      | Battle! Trainer (Kanto)                   | 마스다 준이치               | 사토 히토미   |
| 30  | グレンじま                       | Cinnabar Island                           | 마스다 준이치               | 사토 히토미   |
| 31  | 47ばんどうろ                     | Route 47                                  | 사토 히토미                 | 사토 히토미   |
| 32  | サファリゾーンゲート             | Safari Zone Gate                          | 사토 히토미                 | 사토 히토미   |
| 33  | サファリゾーン                   | Safari Zone                               | 사토 히토미                 | 사토 히토미   |
| 34  | ラジオ「バラエティチャンネル」   | Radio "Variety Channel"                   | 마스다 준이치               | 카게야마 쇼타 |
| 35  | むしとりたいかい始まる！         | Bug-Catching Contest Begins!              | 이치노세 고                 | 카게야마 쇼타 |
| 36  | むしとりたいかい                 | Bug-Catching Contest                      | 마스다 준이치               | 카게야마 쇼타 |
| 37  | むしとりたいかいで3位！          | 3rd Place in the Bug-Catching Contest!    | 아오키 모리카즈             | 카게야마 쇼타 |
| 38  | むしとりたいかいで2位！          | 2nd Place in the Bug-Catching Contest!    | 아오키 모리카즈             | 카게야마 쇼타 |
| 39  | むしとりたいかいで優勝！         | Winner of the Bug-Catching Contest!       | 아오키 모리카즈             | 카게야마 쇼타 |
| 40  | ポケスロン・会場                 | Pokéathlon: Assembly Hall                 | 카게야마 쇼타               | 카게야마 쇼타 |
| 41  | ポケスロン・ジャージに着替えた！ | Pokéathlon: Changed into the Jersey!      | 카게야마 쇼타               | 카게야마 쇼타 |
| 42  | ポケスロン・開会式               | Pokéathlon: Opening Ceremony              | 카게야마 쇼타               | 카게야마 쇼타 |
| 43  | ポケスロン・競技開始！           | Pokéathlon: Match Begins!                 | 카게야마 쇼타               | 카게야마 쇼타 |
| 44  | ポケスロン・競技中！             | Pokéathlon: Match!                        | 카게야마 쇼타               | 카게야마 쇼타 |
| 45  | ポケスロン・現在1位！            | Pokéathlon: Currently 1st Place!          | 카게야마 쇼타               | 카게야마 쇼타 |
| 46  | ポケスロン・決勝戦！             | Pokéathlon: Finals!                       | 카게야마 쇼타               | 카게야마 쇼타 |
| 47  | ポケスロン・結果発表             | Pokéathlon: Announcement of Results       | 카게야마 쇼타               | 카게야마 쇼타 |
| 48  | ポケスロン・表彰式               | Pokéathlon: Awards Ceremony               | 카게야마 쇼타               | 카게야마 쇼타 |
| 49  | ポケスロンで優勝！               | Win the Pokéathlon!                       | 카게야마 쇼타               | 카게야마 쇼타 |
| 50  | ふしぎなおくりもの               | Mystery Gift                              | 사토 히토미                 | 사토 히토미   |
| 51  | バトルタワーうけつけ             | Battle Tower Reception Desk               | 아오키 모리카즈             | 카게야마 쇼타 |
| 52  | バトルタワー (ジョウト)          | Battle Tower                              | 아오키 모리카즈             | 카게야마 쇼타 |
| 53  | バトルポイントをもらった！       | Received Battle Points!                   | Satoshi Nohara              | 카게야마 쇼타 |
| 54  | バトルファクトリー               | Battle Factory                            | 사토 히토미                 | 사토 히토미   |
| 55  | バトルステージ                   | Battle Hall                               | 사토 히토미                 | 사토 히토미   |
| 56  | バトルルーレット                 | Battle Arcade                             | 사토 히토미                 | 사토 히토미   |
| 57  | バトルルーレットでBPをもらった！ | Received BP at the Battle Arcade!         | Satoshi Nohara              | 카게야마 쇼타 |
| 58  | バトルキャッスル                 | Battle Castle                             | 사토 히토미                 | 사토 히토미   |
| 59  | キャッスルポイントをもらった！   | Received Castle Points!                   | Satoshi Nohara              | 카게야마 쇼타 |
| 60  | 戦闘！フロンティアブレーン       | Battle! Frontier Brain                    | 이치노세 고 사토 히토미     | 사토 히토미   |
| 61  | フロンティアブレーンに勝利！     | Won Against the Frontier Brain!           | 사토 히토미                 | 사토 히토미   |
| 62  | ラジオ「トレーナーチャンネル」   | Radio "Trainer Channel"                   | 마스다 준이치               | 카게야마 쇼타 |
| 63  | ぐるぐるこうかん                 | Spin Trade                                | 사토 히토미                 | 사토 히토미   |
| 64  | Wi-Fi通信                        | Wi-Fi Communication                       | 이치노세 고                 | 사토 히토미   |
| 65  | Wi-Fiひろば                      | Wi-Fi Plaza                               | 사토 히토미                 | 사토 히토미   |
| 66  | Wi-Fiひろば・ひろばゲーム        | Wi-Fi Plaza: Plaza Game                   | 사토 히토미                 | 사토 히토미   |
| 67  | どんどんソーナンスをクリア！     | Cleared Wobbuffet Pop!                    | Satoshi Nohara              | 카게야마 쇼타 |
| 68  | Wi-Fiひろば・パレード            | Wi-Fi Plaza: Parade                       | 사토 히토미                 | 사토 히토미   |
| 69  | ラジオ「101ばんどうろ」          | Radio "Route 101"                         | 아오키 모리카즈             | 카게야마 쇼타 |
| 70  | ラジオ「201ばんどうろ」          | Radio "Route 201"                         | 사토 히토미                 | 사토 히토미   |
| 71  | ポケウォーカー                   | Pokéwalker                                | 마스다 준이치 카게야마 쇼타 | 카게야마 쇼타 |
| 72  | ギザみみピチュー登場！           | Enter Spiky-eared Pichu!                  | 카게야마 쇼타               | 카게야마 쇼타 |
| 73  | 視線！まいこはん                 | Glance! Kimono Girl                       | 이치노세 고                 | 카게야마 쇼타 |
| 74  | ルギア出現！                     | Lugia Arrives!                            | 카게야마 쇼타               | 카게야마 쇼타 |
| 75  | 戦闘！ルギア                     | Battle! Lugia                             | 이치노세 고                 | 이치노세 고   |
| 76  | チャンピオンロード               | Victory Road                              | 마스다 준이치               | 카게야마 쇼타 |
| 77  | ポケモンリーグ                   | Pokémon League                            | 마스다 준이치               | 사토 히토미   |
| 78  | 戦闘！チャンピオン               | Battle! Champion                          | 마스다 준이치               | 카게야마 쇼타 |
| 79  | 殿堂入り                         | Entering the Hall of Fame                 | 마스다 준이치               | 카게야마 쇼타 |
| 80  | エンディング                     | Ending                                    | 이치노세 고                 | 사토 히토미   |
| 81  | THE END                          | THE END                                   | 이치노세 고                 | 사토 히토미   |
| 82  | 戦闘！超古代ポケモン             | Battle! Super-Ancient Pokémon             | 마스다 준이치               | 카게야마 쇼타 |
| 83  | シント遺跡                       | Shinto Ruins                              | 이치노세 고                 | 이치노세 고   |
| 84  | アルセウス                       | Arceus                                    | 마스다 준이치               | 마스다 준이치 |

| No. | 트랙 제목 (일본어)                       | 트랙 제목 (영어)                      | 작곡가                    | 편곡                        | 비고                      |
| --- | ---------------------------------------- | ------------------------------------- | ------------------------- | --------------------------- | ------------------------- |
| 1   | オープニング                             | Opening                               |                           |                             |                           |
|     | ～オープニングデモ                       | ~Opening Demo                         | 마스다 준이치 이치노세 고 | 마스다 준이치 이치노세 고   |                           |
|     | ～オープニングデモ2                      | ~Opening Demo 2                       | 마스다 준이치             | 마스다 준이치               |                           |
| 2   | タイトル                                 | Title                                 | 마스다 준이치             | 마스다 준이치               |                           |
| 3   | ワカバタウン                             | New Bark Town                         | 마스다 준이치 이치노세 고 | 마스다 준이치 이치노세 고   |                           |
| 4   | 連れて行く                               | Bringing Along                        | 마스다 준이치             | 마스다 준이치 이치노세 고   |                           |
| 5   | ウツギけんきゅうじょ                     | Elm Research Laboratory               | 마스다 준이치             | 마스다 준이치               |                           |
| 6   | 29ばんどうろ                             | Route 29                              | 마스다 준이치             | 마스다 준이치               |                           |
| 7   | 戦闘！野生ポケモン (ジョウト)            | Battle! Wild Pokémon (Johto)          | 마스다 준이치             | 마스다 준이치               |                           |
| 8   | 野生ポケモンに勝利！                     | Won Against the Wild Pokémon!         | 마스다 준이치             | 아오키 모리카즈             |                           |
| 9   | ヨシノシティ                             | Cherrygrove City                      | 마스다 준이치             | 마스다 준이치               |                           |
| 10  | 連れて行く2                              | Bringing Along 2                      | 마스다 준이치             | 이치노세 고                 |                           |
| 11  | ポケモンセンター                         | Pokémon Center                        | 마스다 준이치             | 마스다 준이치               |                           |
| 12  | 視線！男の子1                            | Glance! Boy 1                         | 이치노세 고               | 이치노세 고                 |                           |
| 13  | 戦闘！トレーナー (ジョウト)              | Battle! Trainer (Johto)               | 마스다 준이치             | 마스다 준이치               |                           |
| 14  | トレーナーに勝利！                       | Won Against the Trainer!              | 마스다 준이치             | 아오키 모리카즈             |                           |
| 15  | 30ばんどうろ                             | Route 30                              | 마스다 준이치             | 마스다 준이치               |                           |
| 16  | キキョウシティ                           | Violet City                           | 이치노세 고               | 이치노세 고                 |                           |
| 17  | マダツボミのとう                         | Sprout Tower                          | 마스다 준이치             | 마스다 준이치               |                           |
| 18  | 視線！坊主                               | Glance! Sage                          | 이치노세 고               | 이치노세 고                 |                           |
| 19  | フレンドリィショップ                     | Pokémart                              | 이치노세 고               | 키츠타 타쿠토               | 1세대 소프트웨어 배경음악 |
| 20  | つながりのどうくつ                       | Union Cave                            | 마스다 준이치             | 마스다 준이치               |                           |
| 21  | アルフのいせき                           | Ruins of Alph                         | 마스다 준이치             | 마스다 준이치               |                           |
| 22  | ヒワダタウン                             | Azalea Town                           | 이치노세 고               | 이치노세 고                 |                           |
| 23  | 視線！ロケット団                         | Glance! Team Rocket                   | 이치노세 고               | 이치노세 고                 |                           |
| 24  | 戦闘！ロケット団                         | Battle! Team Rocket                   | 마스다 준이치             | 마스다 준이치               |                           |
| 25  | 34ばんどうろ                             | Route 34                              | 마스다 준이치             | 마스다 준이치               |                           |
| 26  | ライバル登場！                           | Enter the Rival!                      | 마스다 준이치             | 마스다 준이치               |                           |
| 27  | 戦闘！ライバル                           | Battle! Rival                         | 마스다 준이치             | 마스다 준이치               |                           |
| 28  | 進化                                     | Evolution                             | 마스다 준이치             | 마스다 준이치               |                           |
| 29  | コガネシティ                             | Goldenrod City                        | 마스다 준이치             | 이치노세 고                 |                           |
| 30  | ジム                                     | Gym                                   | 마스다 준이치             | 이치노세 고                 |                           |
| 31  | 戦闘！ジムリーダー (ジョウト)            | Battle! Gym Leader (Johto)            | 마스다 준이치             | 마스다 준이치               |                           |
| 32  | ジムリーダーに勝利！                     | Won Against the Gym Leader!           | 마스다 준이치             | 아오키 모리카즈             |                           |
| 33  | コガネゲームコーナー                     | Goldenrod Game Corner                 | 이치노세 고               | 이치노세 고                 |                           |
| 34  | グローバルターミナル                     | Global Terminal                       | 사토 히토미               | 사토 히토미                 |                           |
| 35  | じてんしゃ                               | Bicycle                               | 마스다 준이치             | 마스다 준이치               |                           |
| 36  | 視線！女の子1                            | Glance! Girl 1                        | 이치노세 고               | 이치노세 고                 |                           |
| 37  | しぜんこうえん                           | National Park                         | 이치노세 고               | 이치노세 고                 |                           |
| 38  | むしとりたいかい始まる！                 | Bug-Catching Contest Begins!          | 이치노세 고               | 이치노세 고                 |                           |
| 39  | むしとりたいかい                         | Bug-Catching Contest                  | 마스다 준이치             | 이치노세 고                 |                           |
| 40  | エンジュシティ                           | Ecruteak City                         | 이치노세 고               | 이치노세 고                 |                           |
| 41  | かぶれんじょう                           | Dance Theater                         | 이치노세 고               | 이치노세 고                 |                           |
| 42  | 視線！まいこはん                         | Glance! Kimono Girl                   | 이치노세 고               | 이치노세 고                 |                           |
| 43  | やけたとう                               | Burned Tower                          | 마스다 준이치             | 마스다 준이치               |                           |
| 44  | ミナキ                                   | Eusine                                | 아오키 모리카즈           | 아오키 모리카즈             |                           |
| 45  | 視線！怪しい人1                          | Glance! Suspicious Person 1           | 이치노세 고               | 이치노세 고                 |                           |
| 46  | 38ばんどうろ                             | Route 38                              | 마스다 준이치             | 마스다 준이치               |                           |
| 47  | アサギのとうだい                         | Olivine Lighthouse                    | 마스다 준이치             | 마스다 준이치               |                           |
| 48  | なみのり                                 | Surf                                  | 이치노세 고               | 이치노세 고                 |                           |
| 49  | 42ばんどうろ                             | Route 42                              | 마스다 준이치             | 마스다 준이치               |                           |
| 50  | ロケットだんアジト                       | Team Rocket Hideout                   | 마스다 준이치             | 마스다 준이치               |                           |
| 51  | ライバル登場！2                          | Enter the Rival! 2                    | 마스다 준이치             | 마스다 준이치               |                           |
| 52  | ラジオとう占拠！                         | Radio Tower Infiltrated!              | 이치노세 고               | 이치노세 고                 |                           |
| 53  | スズのとう                               | Tin Tower                             | 마스다 준이치             | 마스다 준이치               |                           |
| 54  | 戦闘！スイクン                           | Battle! Suicune                       | 마스다 준이치             | 마스다 준이치               |                           |
| 55  | こおりのぬけみち                         | Ice Path                              | 마스다 준이치             | 마스다 준이치               |                           |
| 56  | りゅうのあな                             | Dragon's Den                          | 마스다 준이치             | 마스다 준이치               |                           |
| 57  | イブキ                                   | Clair                                 | 아오키 모리카즈           | 아오키 모리카즈             |                           |
| 58  | 26ばんどうろ                             | Route 26                              | 이치노세 고               | 이치노세 고                 |                           |
| 59  | こうそくせん                             | High-Speed Ferry                      | 이치노세 고               | 이치노세 고                 |                           |
| 60  | クチバシティ                             | Vermilion City                        | 마스다 준이치             | 이치노세 고                 |                           |
| 61  | 戦闘！ジムリーダー (カントー)            | Battle! Gym Leader (Kanto)            | 마스다 준이치             | 마스다 준이치               |                           |
| 62  | シオンタウン                             | Lavender Town                         | 마스다 준이치 이치노세 고 | 이치노세 고                 |                           |
| 63  | イワヤマトンネル                         | Rock Tunnel                           | 마스다 준이치             | 아오키 모리카즈             |                           |
| 64  | 戦闘！野生ポケモン (カントー)            | Battle! Wild Pokémon (Kanto)          | 마스다 준이치             | 이치노세 고                 |                           |
| 65  | ハナダシティ                             | Cerulean City                         | 마스다 준이치             | 키츠타 타쿠토               | 1세대 소프트웨어 배경음악 |
| 66  | 24ばんどうろ                             | Route 24                              | 마스다 준이치             | 키츠타 타쿠토               | 1세대 소프트웨어 배경음악 |
| 67  | リニア                                   | Magnet Train                          | 이치노세 고               | 이치노세 고                 |                           |
| 68  | タマムシシティ                           | Celadon City                          | 마스다 준이치             | 아오키 모리카즈             |                           |
| 69  | 11ばんどうろ                             | Route 11                              | 마스다 준이치             | 아오키 모리카즈             |                           |
| 70  | トキワのもり                             | Viridian Forest                       | 마스다 준이치 이치노세 고 | 이치노세 고                 |                           |
| 71  | 視線！男の子2                            | Glance! Boy 2                         | 마스다 준이치             | 아오키 모리카즈             |                           |
| 72  | ニビシティ                               | Pewter City                           | 마스다 준이치             | 이치노세 고                 |                           |
| 73  | 3ばんどうろ                              | Route 3                               | 마스다 준이치             | 이치노세 고                 |                           |
| 74  | 視線！怪しい人2                          | Glance! Suspicious Person 2           | 마스다 준이치             | 아오키 모리카즈             |                           |
| 75  | おつきみやま                             | Mt. Moon                              | 마스다 준이치             | 아오키 모리카즈             |                           |
| 76  | 1ばんどうろ                              | Route 1                               | 마스다 준이치             | 이치노세 고                 |                           |
| 77  | マサラタウン                             | Pallet Town                           | 마스다 준이치             | 아오키 모리카즈             |                           |
| 78  | オーキドはかせ                           | Professor Oak                         | 마스다 준이치             | 아오키 모리카즈             |                           |
| 79  | 視線！女の子2                            | Glance! Girl 2                        | 마스다 준이치             | 아오키 모리카즈             |                           |
| 80  | 戦闘！トレーナー (カントー)              | Battle! Trainer (Kanto)               | 마스다 준이치             | 이치노세 고                 |                           |
| 81  | グレンじま                               | Cinnabar Island                       | 마스다 준이치             | 사토 히토미                 | 1세대 소프트웨어 배경음악 |
| 82  | 47ばんどうろ                             | Route 47                              | 사토 히토미               | 키츠타 타쿠토               | 1세대 소프트웨어 배경음악 |
| 83  | サファリゾーンゲート                     | Safari Zone Gate                      | 사토 히토미               | 키츠타 타쿠토               | 1세대 소프트웨어 배경음악 |
| 84  | サファリゾーン                           | Safari Zone                           | 사토 히토미               | 키츠타 타쿠토               | 1세대 소프트웨어 배경음악 |
| 85  | ポケモンチャンネルメドレー！             | Pokémon Channel Medley!               |                           |                             |                           |
|     | ～ラジオ「ポケモンチャンネル」           | ~Radio "Pokémon Channel"              | 마스다 준이치             | 이치노세 고                 |                           |
|     | ～ラジオ「アオイのあいことば」           | ~Radio "Buena's Password"             | 아오키 모리카즈           | 아오키 모리카즈             |                           |
|     | ～ラジオ「アンノーン」                   | ~Radio "Unown"                        | 마스다 준이치             | 마스다 준이치               |                           |
|     | ～ラジオ「ポケモンマーチ」               | ~Radio "Pokémon March"                | 마스다 준이치             | 마스다 준이치               |                           |
|     | ～ラジオ「ポケモンこもりうた」           | ~Radio "Pokémon Lullaby"              | 마스다 준이치             | 마스다 준이치               |                           |
|     | ～ラジオ「ポケモンのふえ」               | ~Radio "Poké Flute"                   | 마스다 준이치             | 마스다 준이치               |                           |
|     | ～ラジオ「オーキドはかせのポケモン講座」 | ~Radio "Professor Oak's Pokémon Talk" | 마스다 준이치             | 이치노세 고                 |                           |
| 86  | ポケスロン・会場                         | Pokéathlon: Assembly Hall             | 카게야마 쇼타             | 카게야마 쇼타               | 1세대 소프트웨어 배경음악 |
| 87  | ポケスロン・開会式                       | Pokéathlon: Opening Ceremony          | 카게야마 쇼타             | 카게야마 쇼타 키츠타 타쿠토 | 1세대 소프트웨어 배경음악 |
| 88  | ポケスロン・競技開始！                   | Pokéathlon: Match Begins!             | 카게야마 쇼타             | 카게야마 쇼타               | 1세대 소프트웨어 배경음악 |
| 89  | ポケスロン・競技中！                     | Pokéathlon: Match!                    | 카게야마 쇼타             | 키츠타 타쿠토               | 1세대 소프트웨어 배경음악 |
| 90  | ポケスロン・決勝戦！                     | Pokéathlon: Finals!                   | 카게야마 쇼타             | 키츠타 타쿠토               | 1세대 소프트웨어 배경음악 |
| 91  | ポケスロン・結果発表                     | Pokéathlon: Announcement of Results   | 카게야마 쇼타             | 카게야마 쇼타               | 1세대 소프트웨어 배경음악 |
| 92  | ポケスロン・表彰式                       | Pokéathlon: Awards Ceremony           | 카게야마 쇼타             | 키츠타 타쿠토               | 1세대 소프트웨어 배경음악 |
| 93  | バトルタワーうけつけ                     | Battle Tower Reception Desk           | 아오키 모리카즈           | 아오키 모리카즈             |                           |
| 94  | バトルタワー (ジョウト)                  | Battle Tower                          | 아오키 모리카즈           | 아오키 모리카즈             |                           |
| 95  | チャンピオンロード                       | Victory Road                          | 마스다 준이치             | 마스다 준이치               |                           |
| 96  | ポケモンリーグ                           | Pokémon League                        | 마스다 준이치             | 마스다 준이치               |                           |
| 97  | 戦闘！チャンピオン                       | Battle! Champion                      | 마스다 준이치             | 마스다 준이치               |                           |
| 98  | 殿堂入り                                 | Entering the Hall of Fame             | 마스다 준이치             | 마스다 준이치               |                           |
| 99  | エンディング                             | Ending                                |                           |                             |                           |
|     | ～エンディング                           | ~Ending                               | 이치노세 고               | 이치노세 고                 |                           |
|     | ～THE END                                | ~THE END                              | 이치노세 고               | 이치노세 고                 |                           |

## 반응

### 평가
《하트골드·소울실버》의 개발 소식이 알려지자, 인터넷에서 팬들의 여러 반응이 나타났다. IGN 편집자 잭 드브리스는 《포켓몬스터DP 디아루가·펄기아》와 호환하여 이전에는 얻기 힘들었던 구세대 포켓몬들을 모을 수 있도록 함이 게임을 리메이크하는 주된 이유일 것으로 보았다. 또한, 그는 "나에게 《금·은》은 많은 새로운 요소가 도입되어 놀라움을 줬던 작품이고, 이러한 요소들은 시리즈의 표준이 되었다. 《포켓몬스터》 게임이 중대한 발전을 이룬 처음이자 마지막 작품인 것이다. 요즘에는 게임 전략 요소의 눈에 보이지 않는 변화를 새로운 요소로 발견하는 것도 행운이다."라고 말하며, 새로운 게임이 원작 게임과 대등한 작품이 될 지에 대해서 회의감을 밝혔다. 그는 《금·은》의 풀컬러 지원, 내장 시계, 포켓몬 교배, 포켓기어와 같은 질 높은 요소들이 게임을 독보적인 위치로 만들어주었다는 추억을 언급하였다. 몇 달 후, 드브리스는 게임 일부를 플레이해보고 다음과 같이 밝혔다. "지금에 와서는 매우 낯익고 상투적으로 느껴질 지라도, 나는 지금까지 경험한 것들이 좋다.
게임에 대한 반응은 매우 긍정적이었다. 메타크리틱에서 87점의 평균 점수를 기록하였으며, 사이트 데이터베이스에서는 DS 게임 중에서 20위의 순위를 기록하였다. 일본의 게임 매거진 《패미츠》는 각각 9점, 10점, 9점, 9점을 매긴 4개의 개인 리뷰를 바탕으로 게임에 40점 만점에 37점을 주었다. 평론가들은 원작 《금·은》에서 끌어온 수준을 유지한 것에 대해 높이 평가하였고, 유일한 결점은 "크게 놀랄만한 요소는 없다"는 것이라고 밝혔다. 《닌텐도 파워》는 포켓몬 스프라이트의 그래픽 애니메이션 향상이 없는 것에 짤막하게 혹평하였으나, 게임의 가치를 다시 한 번 보여주었다는 의견을 밝히며 높은 점수를 매겼다. 《닌텐도 공식 매거진》은 현 시점에서 최고의 《포켓몬스터》 게임이라고 평했다. 《게임 인포머》의 아네트 곤잘레스는 "고전 《포켓몬스터》의 틀에 박힌 형식은 여전히 쓰이고 있으며, 이는 《하트골드》에서도 찾을 수 있다. 나는 새로운 《포켓몬스터》 게임이 새로운 지평을 열어주기만을 기대할 수 밖에 없다."는 생각을 밝혔다.
IGN의 크레이그 해리스는 게임이 "새로운 포켓몬스터 게임을 기다리는 시간을 조금 더 참을 수 있도록 때우는 역할을 한다."고 평했다. 디스트럭토이드의 짐 스터링은 "핵심에 있어서 오래전 해봤던 같은 게임일지라도, 이 게임은 새로움을 느끼게 해주며, 추가 요소들이 억지성 없고 향상된 방법으로 원래의 경험을 더욱 보강해준다."고 평했다. 1UP.com의 저스틴 헤이왈드는 "《하트골드·소울실버》는 분명 최고의 《포켓몬스터》 게임이다."고 평했다. VideoGamer.com의 평론가 제이민 스미스는 "《하트골드·소울실버》로 《포켓몬스터》 시리즈는 이보다 더 좋아질 수 없는 지점에 도달했다."고 평했다. 유로게이머의 케자 맥도날드는 게임에 10점 만점에 9점을 주며 "과거 《포켓몬스터》 게임의 좋은 점 모두를 결합한 작품"이라고 평하며, 그 예로 포켓몬의 디자인과 향상된 그래픽, 배틀 시스템을 들었다. 《게임프로》의 맥킨리 노블은 "포켓몬의 구세대와 신세대 팬들 모두에게 완벽한 경험을 선사한다는 점이 명확하다."고 평했다. 게임존의 클리프 베이크혼 3세는 "《포켓몬스터 하트골드·소울실버》가 전체 시리즈의 정점에 있다는 것에 대해 내 마음이 의심할 여지가 없다."고 평했다. 게임스팟의 나단 뫼니에는 혁신의 부족에 대해 비평하며 다른 매체에 비해 낮은 점수를 주었다.

### 판매
게임은 일본에서 발매 둘째 날까지 148만 장을 판매하였으며, 그 주의 일본 판매 차트에서 1위를 기록하였다. 2주 째에는 총합 200만 장 이상을 판매하였으며, 2009년 12월 18일에는 일본 전체 판매량이 322만 장을 넘었다. 오스트레일리아에서는 발매 첫 주 5만 장 이상이 판매되었다. 미국에서는 첫 달에 합본 173만 장이 판매되었으며, 《소울실버》는 101만 장, 《하트골드》는 76만 장이 판매되었다. 두 게임은 총합 판매량을 바탕으로 2010년 3월 미국에서 가장 많이 팔린 게임이 되었다. 게임은 2010년 5월 6일을 기준으로 전 세계에서 840만 장이 판매되었으며, 2010년 7월 말에는 천만 장 판매를 달성하였다. 2011년 3월에는 총합 1190만 장이 판매된 것으로 집계되었다.